# Bathythrix longiceps
Bathythrix longiceps är en stekelart som beskrevs av Henry Keith Townes, Jr. 1983. Bathythrix longiceps ingår i släktet Bathythrix och familjen brokparasitsteklar. Inga underarter finns listade.

## Bildgalleri

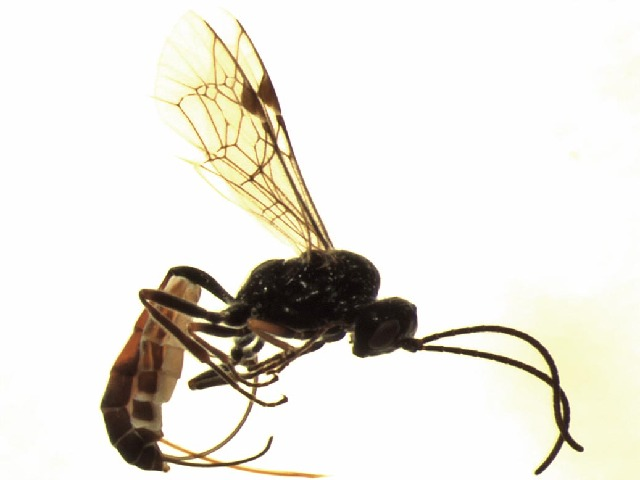